# Raoul Rossi
Raoul Rossi, né le 28 mars 1927 au Caire et mort le 7 avril 2006 à Paris, est un réalisateur français.

## Biographie
Après des études à l’IDHEC et à l’Institut de filmologie de l'Université de Paris , Raoul Rossi a réalisé des films expérimentaux et de nombreux documentaires souvent tournés selon les conditions du « cinéma-vérité ».
Il présidé pendant plus de vingt ans le Syndicat national des techniciens de la production cinématographique et de télévision.
Également enseignant en cinéma, il écrit dans diverses revues professionnelles, mais a aussi produit une œuvre littéraire exigeante, à mi-chemin entre poésie et récit.
Raoul Rossi épouse en 1954 Pierrette Brochay, enseignante, résistante durant la Seconde Guerre mondiale et survivante de Ravensbrück, le couple a trois enfants.
Raoul Rossi est chevalier des Arts et des Lettres.
Il est inhumé au cimetière du Montparnasse (division 10).

## Filmographie partielle
- 1951 : On tue à chaque page (coréalisateurs : André Cantenys, Pierre Guilbaud)[3]
- 1956 : Interdit aux moins de 16 ans
- 1958 : Un médecin de campagne (coréalisateurs : Henri Canac, André Cantenys)
- 1959 : Train 511, voie 17
- 1959 : La Gare
- 1960 : La Rue
- 1960 : Chanson de rue
- 1961 : Noir et blanc
- 1961 : Le Photographe
- 1961 : Des champs, des toits
- 1961 : La terre est bleue
- 1967 : À propos de voitures
- 1968 : Le Coglais. Avril 1968 (coordination d'un travail collectif réalisé en 16 mm dans le Coglais[4])
- 1972 : Le Musicien et son clavier
- 1984 : L'Écuelle et l'assiette

## Récompenses et distinctions
- 1963 : Grand Prix Vicenza pour La Rue
- 1972 : Bucrane d'argent au Festival de Venise pour Le Musicien et son clavier
- 1985 : César du meilleur court métrage documentaire pour L'Écuelle et l'assiette (nomination)

## Œuvre littéraire
- 1977 : La fenêtre, Éditions Pierre-Jean Oswald, récit
- 1998 : Le ciel crevait, là-haut, Éditions Christian Durante, récits
- 2002 : Contes et récits de nuits incertaines, Éditions Christian Durante, nouvelles, rééd. 2003